# TUMnanoSAT
TUMnanoSAT a fost un nanosatelit și primul satelit artificial realizat de Republica Moldova. Acesta a fost construit de Universitatea Tehnică din Moldova (UTM) și a fost lansat pe 15 iulie 2022.
Racheta Falcon 9 de la SpaceX a transportat TUMnanoSAT la Stația Spațială Internațională (ISS). Acest lucru a fost realizat prin misiunea SpaceX CRS-25 Commercial Resupply Service. În cadrul misiunii, Falcon 9 a transportat o navă spațială SpaceX Dragon 2 care conținea capsula de lansare J-SSOD a Agenției Japoneze de Explorare Aerospațială (JAXA), în interiorul căreia se afla TUMnanoSAT. Proiectul satelitului și lansarea acestuia au fost realizate datorită sprijinului JAXA și Oficiului Națiunilor Unite pentru Afaceri Spațiale (UNOOSA), ca parte a programului KiboCUBE. După ce a ajuns pe ISS, TUMnanoSAT a fost lansat pe orbită pe 12 august 2022.
După lansarea TUMnanoSAT pe 15 iulie 2022, UTM și Moldcell au organizat o lecție publică dedicată lansării în spațiu a primului satelit moldovenesc la care au participat mai mulți copii și adolescenți pentru a-i introduce în domeniile inovației și tehnologiei.
TUMnanoSAT a reintrat în atmosferă pe 31 ianuarie 2023.

## Obiective
Principalele misiuni ale TUMnanoSAT au fost:
- testarea senzorilor bazați pe nanostructură în condiții de spațiu
- de a stabili un subsistem de comunicații eficient „satelit–stație terestră” cu posibilitatea de a modifica intervalul de viteză de comunicație și de a asigura o fiabilitate ridicată;
- să verifice protocolul de comunicație „satelit–stație terestră” cu diferite niveluri de acces;
- testarea sistemului de alimentare cu energie electrică și căutarea modurilor optime de distribuție a energiei acumulate;
- testarea subsistemului de senzori pentru determinarea atitudinii satelitului (magnetometre, micro-giroscoape, senzori solari) pentru optimizarea procesului de control al atitudinii satelitului;
- testarea funcționării componentelor electronice COTS în condiții de radiație, inclusiv computerul de bord, memoriile digitale.